# Bundesstraße 497
Pour les articles homonymes, voir Route 497.
La Bundesstraße 497 est une Bundesstraße du Land de Basse-Saxe.

## Géographie
La B 497 relie Holzminden à Uslar et traverse le Solling et son parc naturel. De Holzminden-Pipping à Mühlenberg, la B 497 longe le ruisseau Dürre Holzminde.

## Histoire
La route goudronnée, la chaussée, de Holzminden à Neuhaus est construite entre 1841 et 1843. Cette route de campagne est connue sous le nom de Bundesstraße 497 depuis le début des années 1970. En 2006, elle est partiellement agrandie.

## Source
- (de) Cet article est partiellement ou en totalité issu de l’article de Wikipédia en allemand intitulé « Bundesstraße 497 » (voir la liste des auteurs).

1. ↑  (de) Friedrich Schreiber, 25 Rundwanderungen im Naturpark Solling, Sollingverein, 1980, 64 p. (lire en ligne), p. 10